# Torvvargspindel
Torvvargspindel (Pardosa sphagnicola) är en spindelart som först beskrevs av Dahl 1908.  Torvvargspindel ingår i släktet Pardosa och familjen vargspindlar. Arten är reproducerande i Sverige. Inga underarter finns listade i Catalogue of Life.